# Groupe Zodiac
El Groupe Zodiac o Zodiac Aerospace, fue una empresa francesa con presencia mundial, especializada en la producción y desarrollo de sistemas de aeronaves y de seguridad aérea, equipamiento de líneas aéreas, bolsas de aire, transmisores remotos, botes y piscinas. El consorcio era principalmente conocido por su división Zodiac Marine & Pool, dedicada a la fabricación de una extensa gama de botes inflables, que en 2007 fue vendida al Grupo Carlyle, pasando el resto de la compañía a conocerse desde entonces como Zodiac Aerospace. 
Su predecesora, que dio el nombre a la compañía fue la extinta Socièté Française de Ballons Dirigeables et d’Aviation Zodiac o simplemente Société Zodiac fundada en 1909.

## Historia
Fundada en 1896 por Maurice Mallet bajo el nombre de Société Mallet, Mélandri et de Pitray, era una firma aeronáutica en el área de construcción de aeronaves. En 1909, Mallet cambió el nombre de la compañía al de Société française de ballons dirigeables et d'aviation Zodiac, debido a que tuvo la oportunidad de establecer su firma en todas las áreas relacionadas con la conquista del cielo.
Al inicio de la Primera Guerra Mundial, la firma construyó dirigibles para el ejército francés]], pero estos demostraron ser decepcionantes para los bombardeos estratégicos. Entonces, Zodiac creó una unidad de construcción de aviones, completamente autónoma del resto de las operaciones corporativas. En 1916, la compañía entregaba dos aviones al día.

## Bote Zodiac

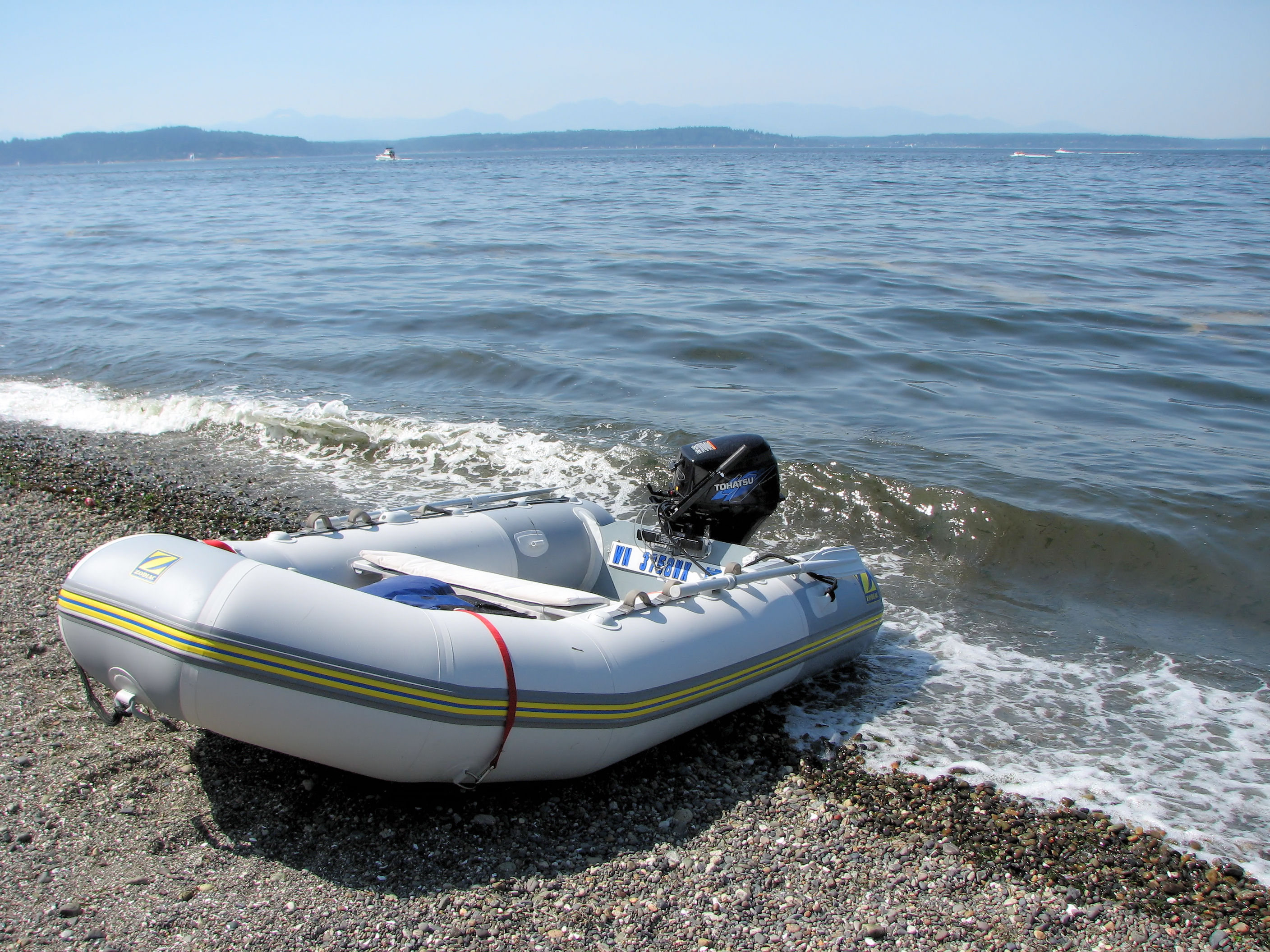
Bote semirrígido Zodiac

En 1930 inventaron el concepto del bote inflable, un éxito comercial, que después de la Segunda Guerra Mundial afianzó la imagen del grupo Zodiac. A principio del siglo XXI, la compañía está trabajando en expandir cinco segmentos de negocios; sistemas de seguridad aérea, sistemas de aeronaves, equipamiento de líneas aéreas, sistemas marítimos y otras tecnologías.
Asimismo, la palabra Zodiac es a veces utilizada como una marca genérica para cualquier bote inflable.